# Bundesautobahn 29
De Bundesautobahn 29 (kort BAB 29, A29 of 29) is een Duitse autosnelweg, ook wel Jadelinie genoemd, die Wilhelmshaven met de A1 bij Ahlhorn (Dreieck Ahlhorner Heide) verbindt. Onderweg sluit bij Oldenburg de A28 en de A293 aan op de A29.

## Verloop
De A29 is 94,5 kilometer lang en heeft over de gehele lengte 2x2 rijstroken. De snelweg begint bij een rotonde nabij de nieuwe containerhaven JadeWeserPort, wanneer deze op volle capaciteit draait zal 20% van de overslag via de A29 afgewikkeld worden. Daarmee wordt de snelweg ook van bovenregionaal belang. In deze samenhang wordt ook de bouw van de Küstenautobahn (A20) door Noord-Oldenburg bediscussieerd, die de A29 bij Varel/Jaderberg kruizen zal.
De A29 kruist tweemaal de Hunte; eenmaal tussen verzorgingsplaats Huntetal en aansluiting Sandkrug, de tweede maal over een 26 meter hoge brug (ten opzichte van een gemiddelde waterstand) over een deel van de rivier die geschikt is voor zeeschepen. Onder het brugdek van de snelweg bestaat de mogelijk voor fietsers en voetgangers de Hunte over te steken. Hierdoor is er een directe verbinding tussen Kloster Blankenburg en Bornhorst voor het langzame verkeer.
Bij Kreuz Oldenburg-Ost is het mogelijk om te wisselen naar de A28 richting Emden/Leer of Bremen. Via de A293 kan men ook op de A29 geraken, omdat de snelwegen A28, A29 en A293 een ring om Oldenburg vormen.

## Geschiedenis
De A29 verving grotendeels de voormalige Reichs- en Bundesstraße 69, die in de omgeving, wanneer het parallel aan de A29 liep, naar Landesstraße en noordelijk van Oldenburg deels ook naar Kreisstraße werd afgewaardeerd. Overgebleven deel van de B69 is het gedeelte tussen Schneiderkrug en Diepholz. In het noordwesten is de B69 via aansluiting Cloppenburg naar de A1 omgeleid, van waaruit het verkeer tegenwoordig uit de richting Wilhelmshaven respectievelijk Oldenburg in de richting van Diepholz geleid wordt.
Het besluit voor de bouw van de snelweg viel in mei 1969 door de toenmalige Bondsverkeersminister Georg Leber en de bouw duurde tot april 1984. De bouwkosten lagen in totaal op de 680 miljoen Duitse mark (tegenwoordig rond de €1,25 miljard), waarmee het qua kosten per kilometer een van de duurste snelwegen in Duitsland is. Dit kwam ook doordat bijna de gehele A29 over een nieuw gebouwde tracé verloopt. In het bijzonder het korte snelwegstuk tussen Wilhelmshaven en Zetel was kostbaar en tijdrovend door de zwakke ondergrond in het voormalige gebied van de Schwarzes Bracks. In het modderige moerasgebied moest veel grond worden verzet en zand gestort worden, net als bij de overige 75 kilometer van de snelweg tot Ahlhorner Heide. De ondergrond werd tot 16 meter diep uitgebaggerd en door zand vervangen.
Op 17 april 1984 werd het laatste ontbrekende deel tussen Hengstlage en Ahlhorner Heide door de aanwezige parlementarische staatssecretaris van het verkeersministerie Dieter Schulte, de Nedersaksische economieminister Birgit Breuel en de Oldenburgse bouwdirecteur Hans-Otto Seggelke vrijgegeven. In het verloop van de oorspronkelijk 91,7 kilometer lange snelweg werden 129 nieuwe bruggen gebouwd. Talrijke recreatieplassen naast de snelweg ontstonden door de noodzakelijke zandwinning voor de snelwegbouw. Rond de 20.000 bomen werden langs het tracé van de snelweg geplant.
De brug over de Hunte in het oosten van Oldenburg volgt, om het scheepvaartverkeer niet te hinderen, via een 441 meter lange en 30 meter hoge burg met 10 overspanningen. De brug werd op 1 november 1978 geopend.
Op het zuidelijke gedeelte van de A29 bevond zich tussen de aansluitingen Großenkneten en Ahlhorn tot oktober 2006 een zogenaamde Autobahn-Behelfsflugplatz (een gedeelte autosnelweg dat in relatief korte tijd tot landingsbaan voor vliegtuigen omgebouwd kon worden). In het voorjaar van 1984 landen hier tijdens de NAVO-oefening "Highway 84" onder andere een transportvliegtuig van het type C-130 Hercules op de snelweg. Ondertussen is de middelste betonstrook verwijderd en is deze weer van groen voorzien.
Van 2009 tot 2011 is de A29 in Wilhelmshaven in de richting van de JadeWeserPort met 3,2 kilometer verlengd. Hierbij werden drie nieuwe bruggen en een nieuwe aansluiting voor de containerhaven gebouwd. Momenteel eindigt de snelweg op een rotonde, die aansluiting biedt op de nieuwe haventerminal, de Niedersachsenbrücke (bulkterminal) en de nieuwe energiecentrale Kraftwerk Wilhelmshaven (GDF Suez). De kosten van de verlenging bedroegen rond de €16,9 miljoen.

## Galerij

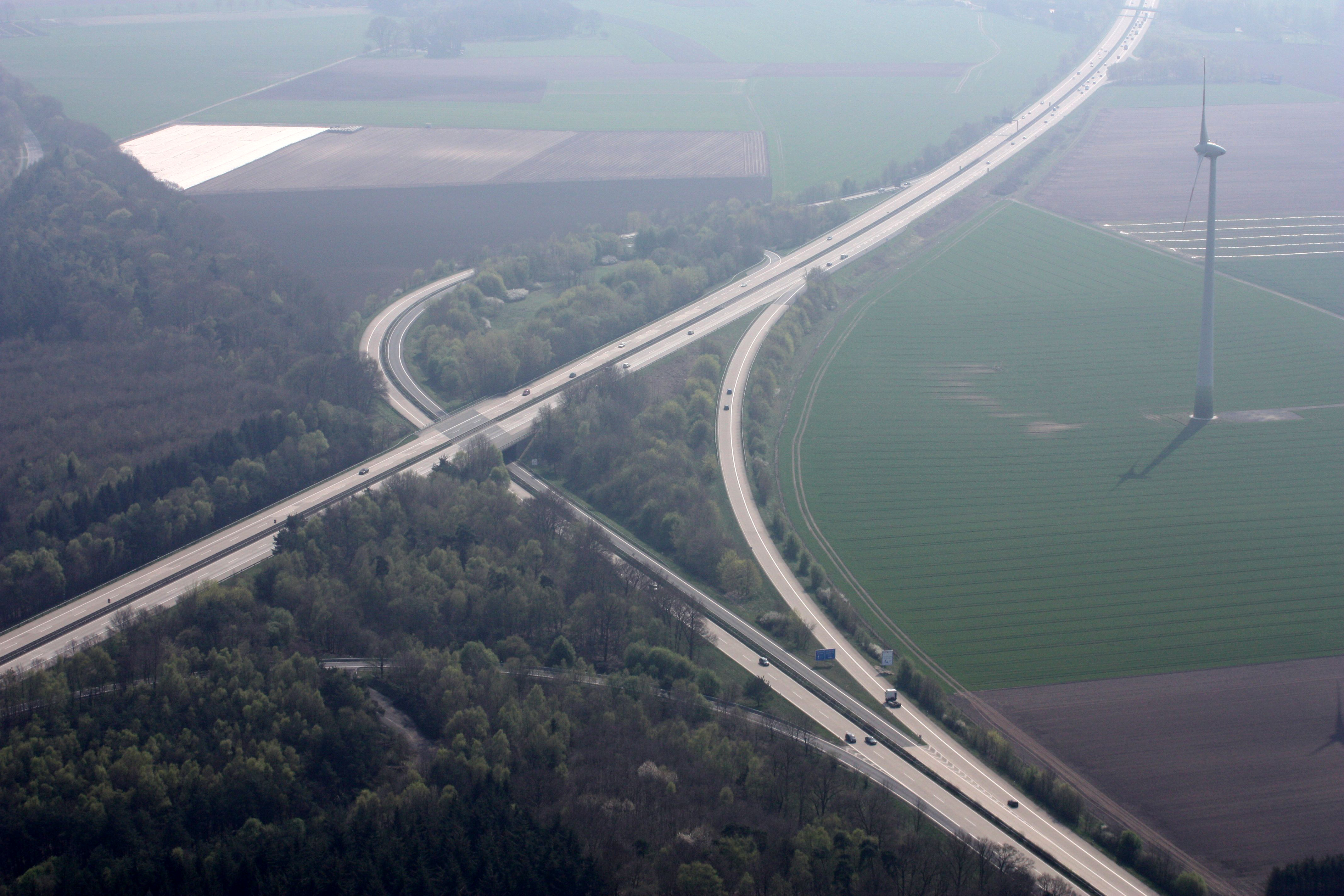
Knooppunt Dreieck Ahlhorner Heide; hier takt de A29 aan op de A1. (2010)
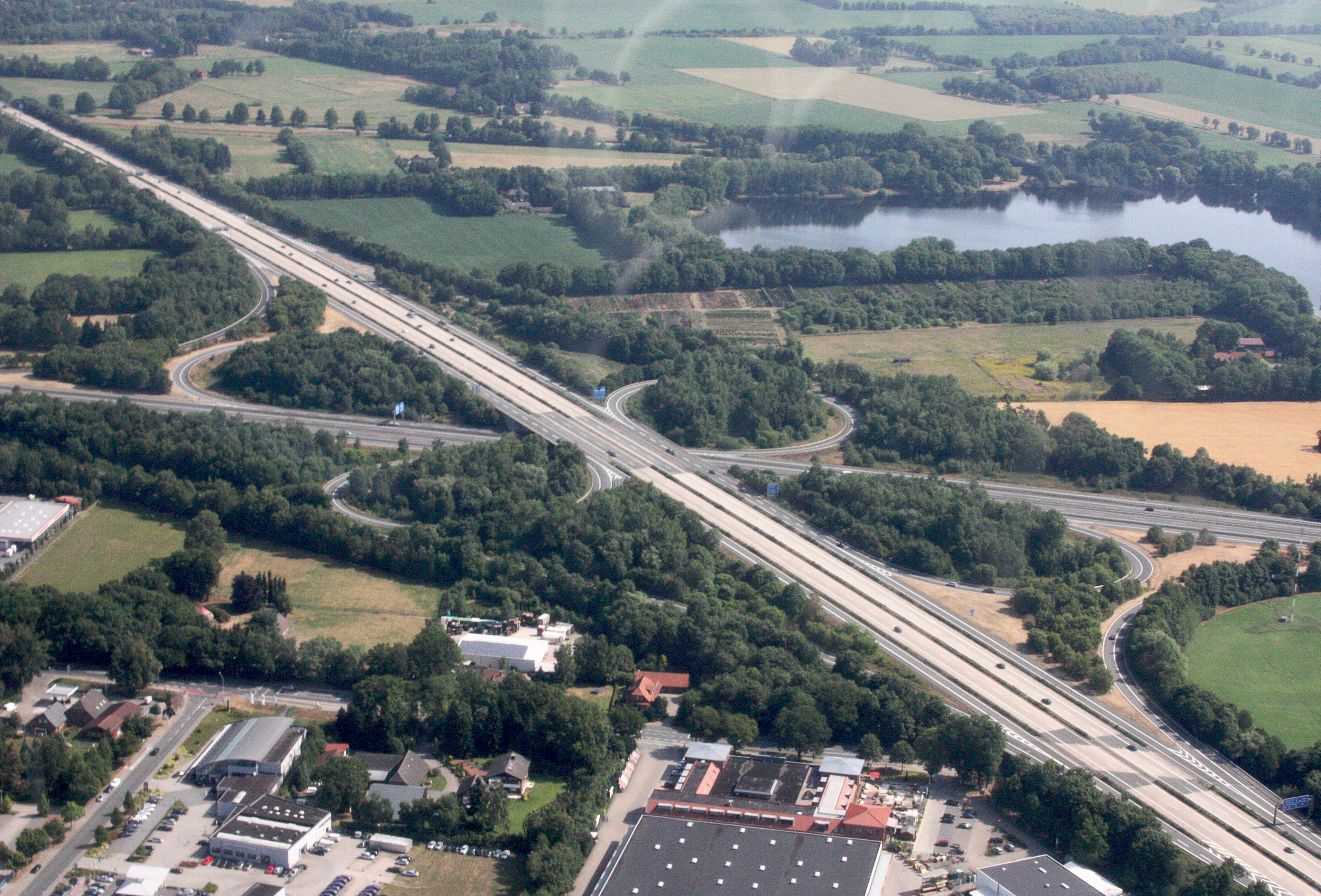
Knooppunt Kreuz Oldenburg-Ost; de A29 van boven naar beneden ontmoet hier de A28 van links naar rechts. (2010)
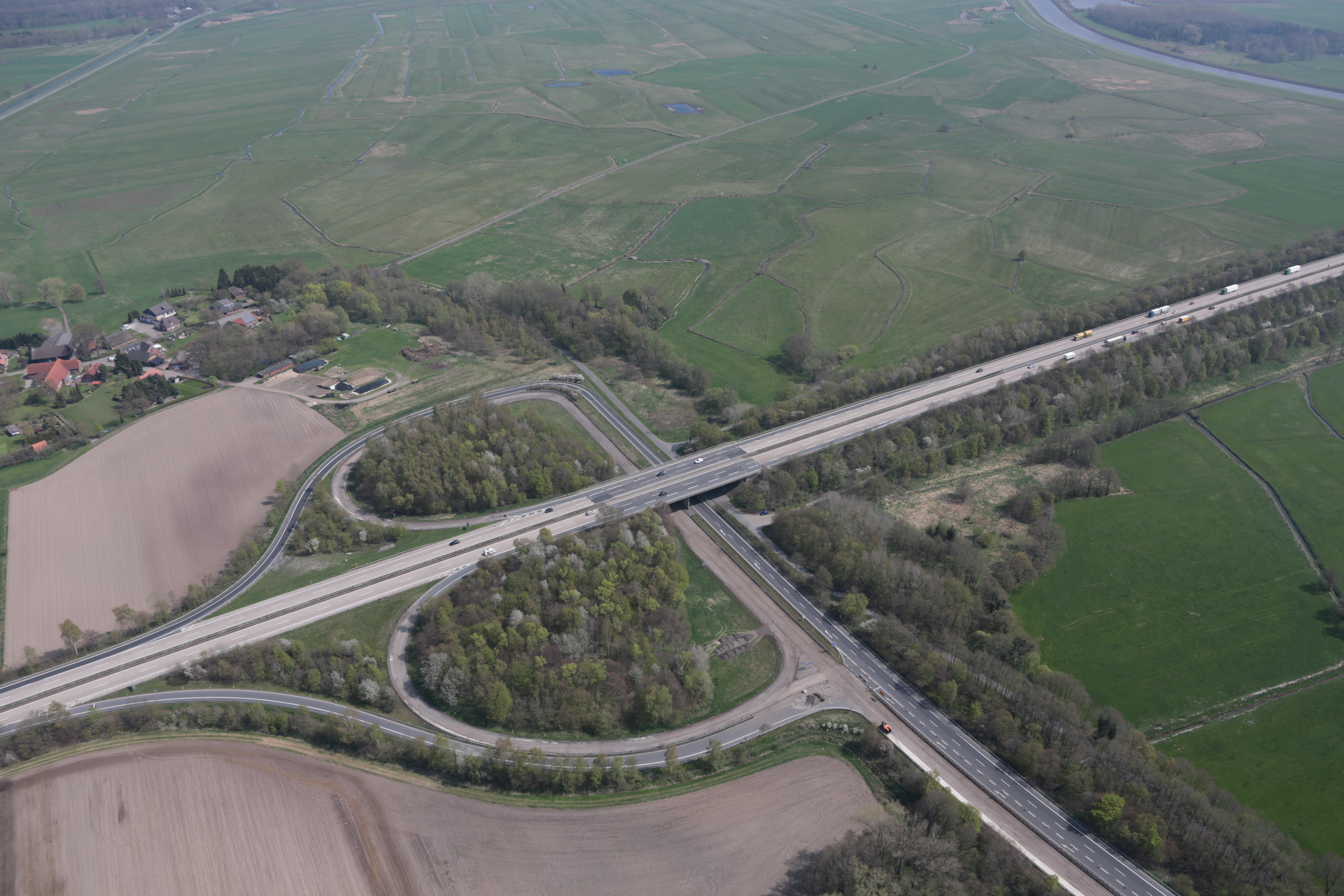
Aansluiting Oldenburg-Ohmstede. (2013)
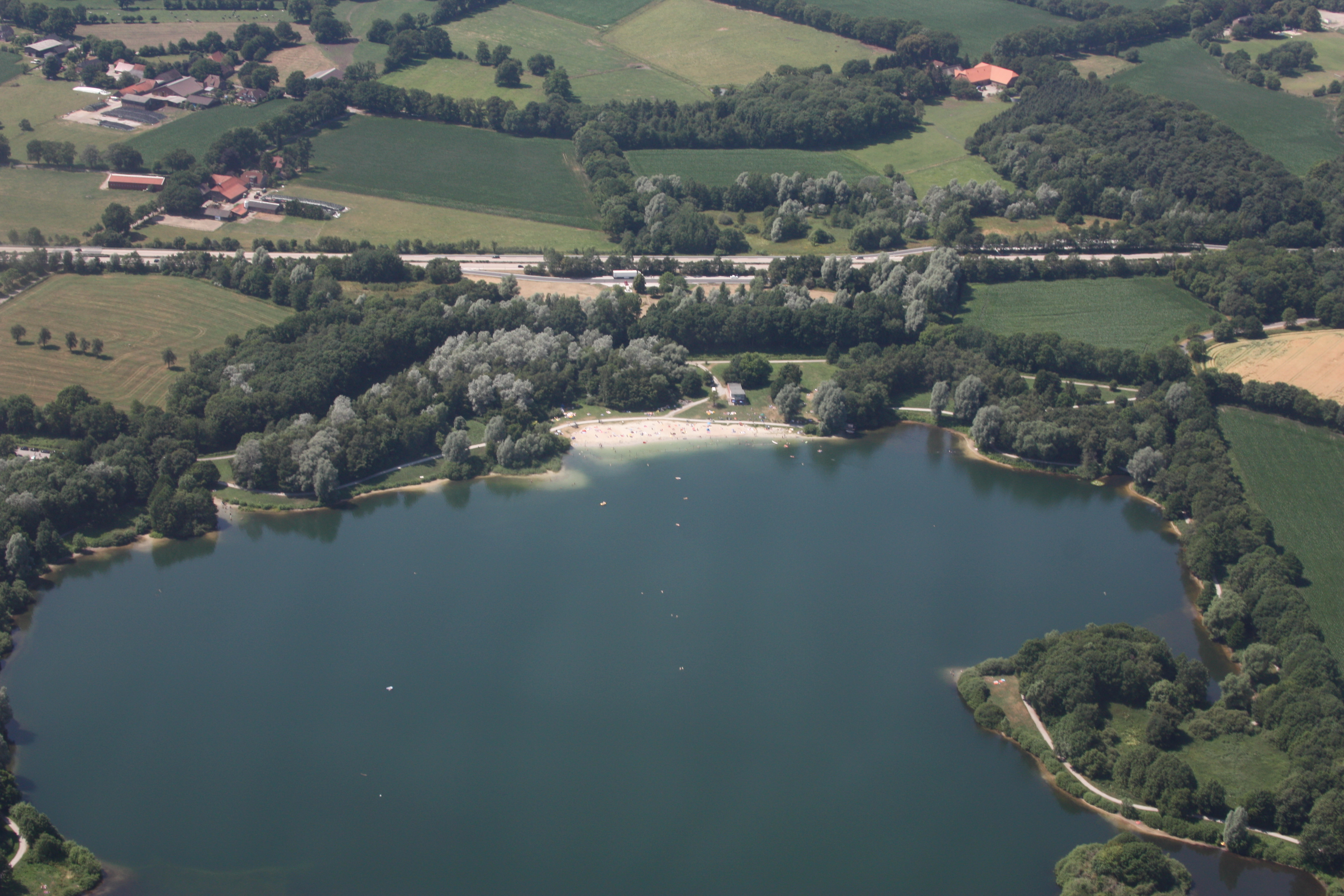
Door de bouw van de A29 was veel zand nodig waardoor diverse recreatieplassen ontstonden. Hier de Kleine Bornhoster See. (2010)
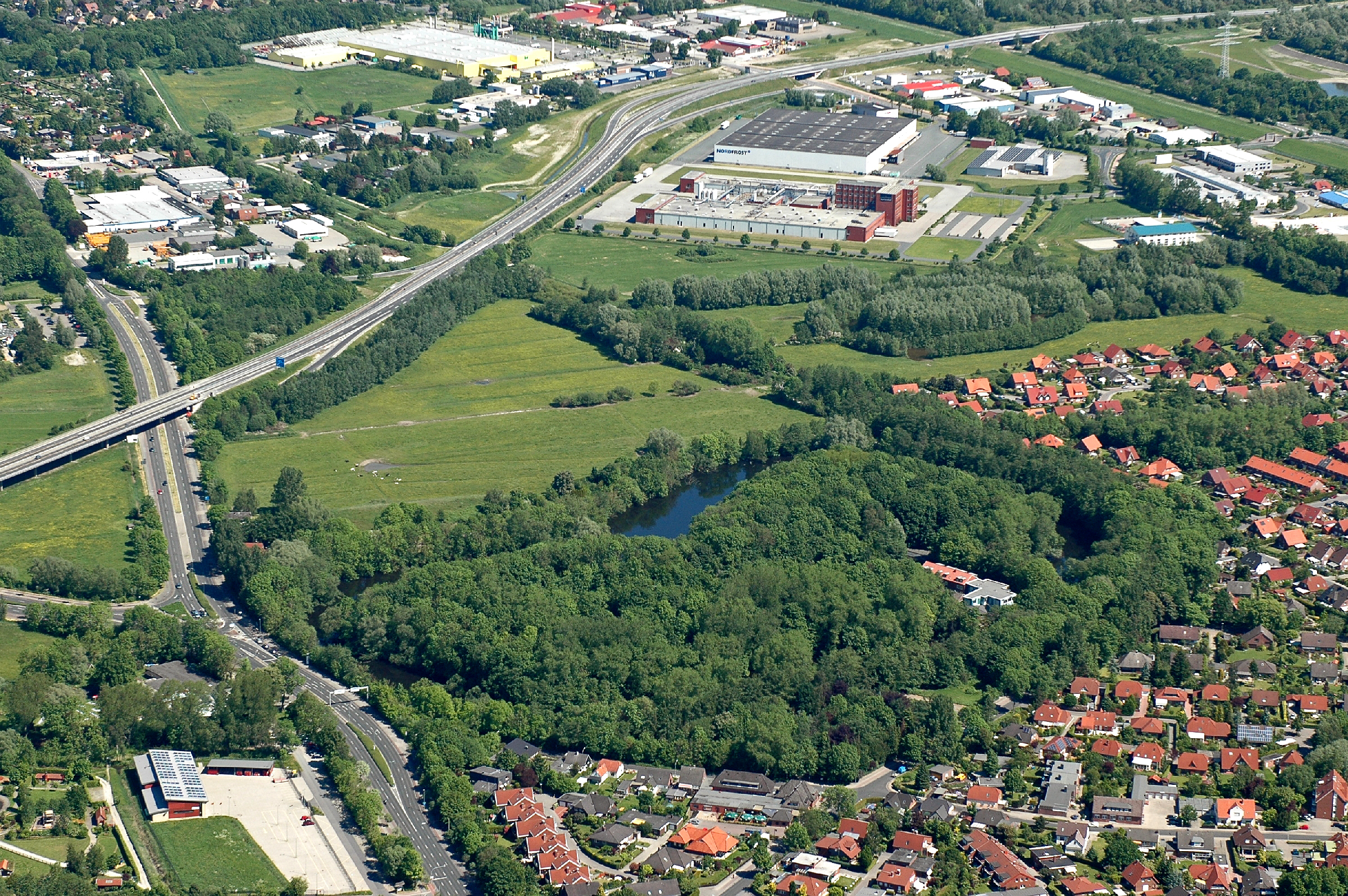
De A29 door het stedelijk gebied van Wilhelmshaven. (2012)
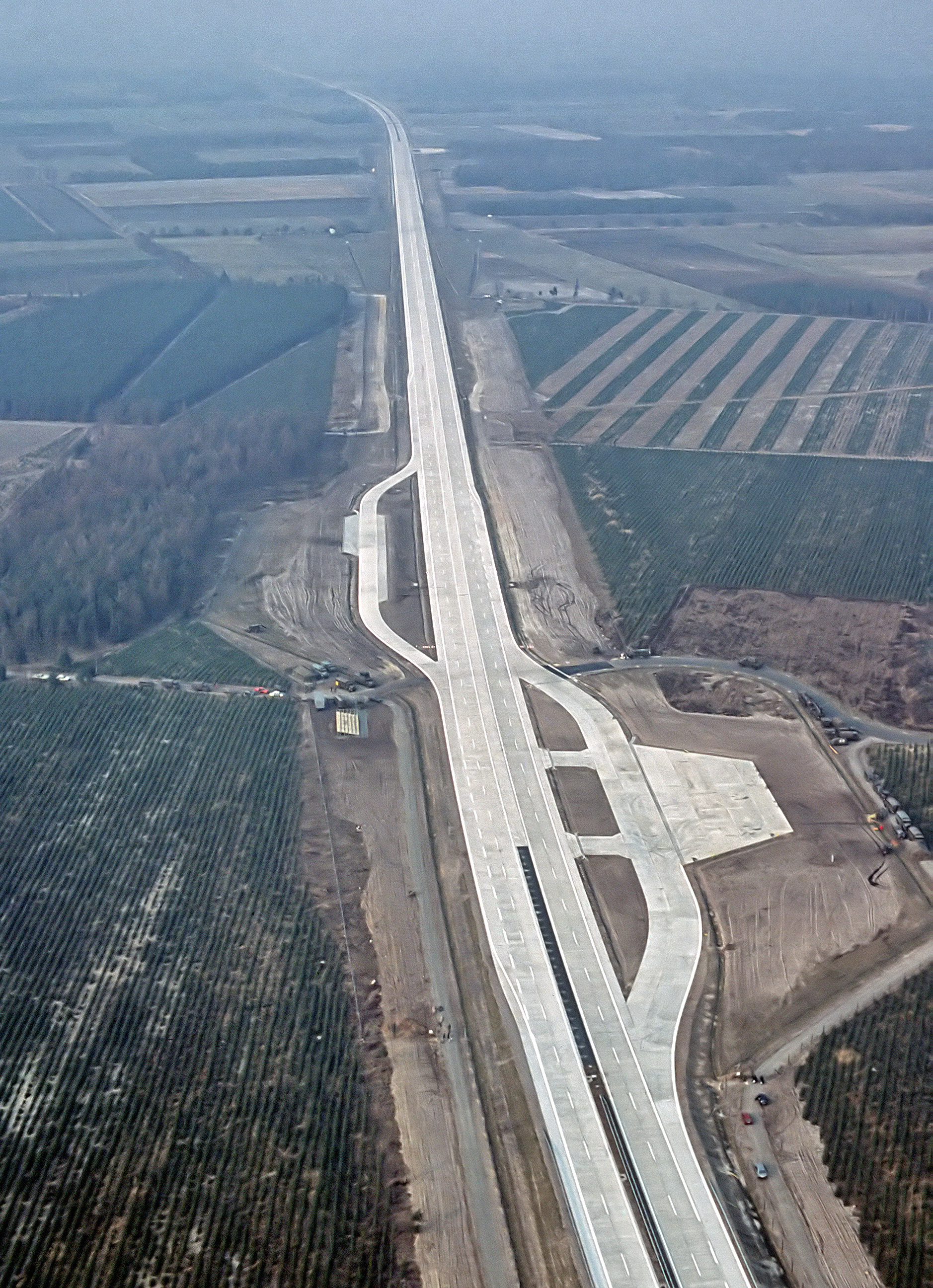
De A29 bij Ahlhorn als noodlandingsplaats tijdens de NAVO-oefening "Highway 84". (1984)
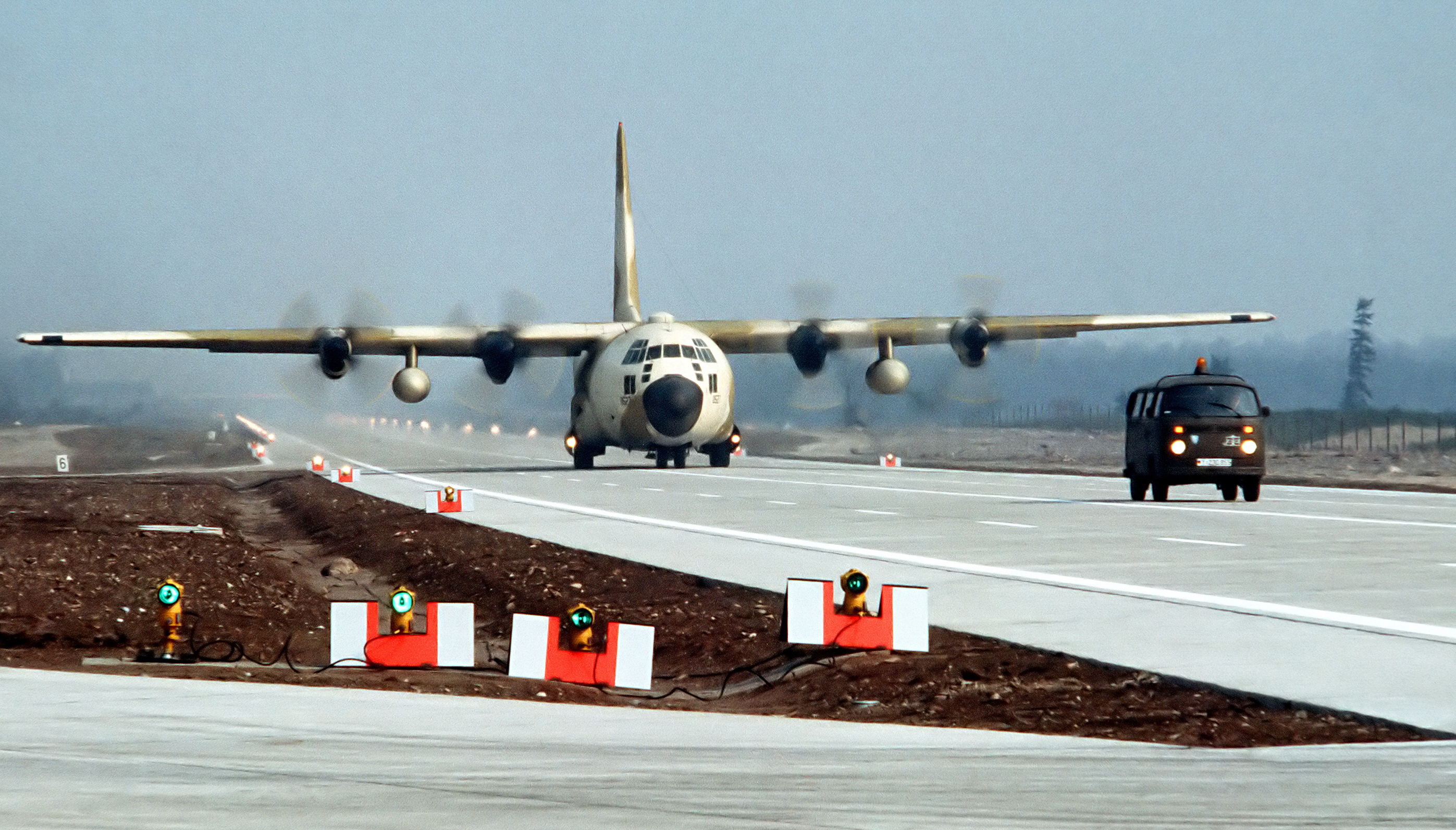
Landing van een C-130 Hercules op de A29. (1984)